# Slovenský dopravní pas
Slovenský dopravní pas (slovensky Slovenský dopravný pas, zkratkou SDP) je společný projekt slovenských autobusových dopravců, který má zajistit vzájemné akceptování dopravních karet. Projekt spustily podpisem vzájemné smlouvy o spravování systému akceptace dopravních karet dne 20. června 2018 Zväz autobusovej dopravy (ZAD) a společnost TransData. Podle generálního ředitele společnosti TransData Branislava Jurčišina je takovýto projekt využívání jediné dopravní karty v celém státě v rámci Evropy ojedinělý.
Příprava projektu proběhla v několika fázích, díky kterým více než polovina podniků SAD uznává elektronické peněženky na kartách jiných dopravců nebo na kartách středních a vysokých škol.
V současnosti jsou do projektu zapojeni
Provozovatelé městské hromadné dopravy
- DZS-M.K. TRANS Humenné,
- Dopravný podnik mesta Košice,
- DZS-M.K. TRANS Michalovce,
- Dopravný podnik mesta Prešov,
- Mestská dopravná spoločnosť Považská Bystrica
- DZS-M.K. TRANS Stará Ľubovňa,

Ostatní autobusoví dopravci
- Arriva Liorbus,
- Arriva Michalovce,
- Arriva Trnava,
- BUS Karpaty Stará Ľubovňa,
- eurobus (dopravca v Košickém kraji),
- SAD Dunajská Streda,
- SAD Humenné,
- SAD Lučenec - dopravní karta akceptovaná též SAD Zvolen,
- SAD Poprad,
- SAD Prievidza,
- SAD Prešov,
- SAD Trenčín,
- SAD Žilina,
- SKAND Skalica,
- Slovak Lines (dopravca v Bratislavském kraji) - částečná akceptace - dopravní kartu je možné použít u ostatních dopravců a též v rámci Bratislavské integrované dopravy

Zväz autobusovej dopravy (ZAD), který sdružuje 17 regionálních dopravců, vyjádřil v červnu 2018 ambici zapojit v dohledné době, řádově do konce roku 2018, do systému všechny dopravce a regiony Slovenska.
V systému je možno využít i školní karty, vydávané středními a vysokými školami. Podle zprávy z 20. června 2018 bylo do systému zapojeno 36 vysokých a 490 středních škol.
Podle zprávy z 20. června 2018 se uskuteční 25 tisíc transakcí denně (750 tisíc měsíčně) dopravní kartou u jiného dopravce a systém aktuálně využívá víc než 580 tisíc aktivních karet (z toho 70 tisíc jsou školní karty středních a vysokých škol), zatímco celkově je na Slovensku až 1,5 milionu dopravních karet.
O možném zapojení železničních dopravců do systému se v tiskových zprávách z června 2018 nepíše. 